# Sankt Jakob im Rosental
Sankt Jakob im Rosental é um município da Áustria localizado no distrito de Villach-Land, no estado de Caríntia.